# Marki (Basses-Carpates)
Pour les articles homonymes, voir Marki (homonymie).
Marki est une localité polonaise de la gmina de Baranów Sandomierski, située dans le powiat de Tarnobrzeg en voïvodie des Basses-Carpates.